# Ранчо Сан Дијего (Рајон)
Ранчо Сан Дијего (шп. Rancho San Diego) насеље је у Мексику у савезној држави Мексико у општини Рајон. Насеље се налази на надморској висини од 2586 м.

## Становништво
Према подацима из 2010. године у насељу су живела 4 становника.

### Хронологија
| Година       | 2000          | 2005 | 2010 |
| ------------ | ------------- | ---- | ---- |
| Становништво | 147 (67 / 80) | 5    | 4    |

### Попис
| # | Индикатор                     | Вредност |
| - | ----------------------------- | -------- |
| 1 | Укупно домаћинстава           | 2        |
| 2 | Укупно насељених домаћинстава | 2        |
| 3 | Величина локације             | 1        |